# Dora Castellanos
Dora Castellanos (Bogotá, 1924-Bogotá, 12 de junio de 2023) fue una poeta y periodista colombiana.

## Biografía
Se le conoce por sus actividades sociopolíticas y en especial por las periodísticas. Desde muy joven entró a trabajar como secretaria de la Contraloría General de la República. En 1948, publicó su primer libro de poesía titulado Clamor.
Para sus escritos usa el seudónimo Angélica. Ha sido agregada cultural de la embajada colombiana en Venezuela desde 1975. En 1978, la Academia Colombiana de la Lengua le abrió las puertas como miembro correspondiente por sus méritos intelectuales. Ha viajado a diversos países de Latinoamérica y Europa. Ha vivido consagrada a las letras, al periodismo y a la poesía. En la actualidad es una de las escritoras colombianas más destacadas en el mundo y sus poesías han sido traducidas a varios idiomas.[cita requerida]

## Principales obras
1. Clamor (1948)
2. Amor mío (1962)
3. Eterna Huella
4. Luz sedienta
5. Hiroshima
6. La vida irremediable
7. Zodiaco
8. Propósito de Espuma
9. Poesías colombianas
10. Moscú, la de las cúpulas de oro
11. Anclado en mis sentidos
12. Clepsidra

### Libros
- Zodíaco del hombre. 2.ª edición de Dinni Editorial, 64 pp. 1997 ISBN 9589611400, ISBN 9789589611401

- Perversillos. Ed. Museo Rayo, 74 pp. 1996

- Efímeros mortales. Ed. Fundación Universidad Central, 172 pp. 1990

- El mundo es redondo. Ed. Ediciones Embalaje del Museo Rayo, 78 pp. 1989

- Recital poético de Dora Castellanos: introspectiva y perspectiva de su obra: Casa de Nariño, agosto 23 de 1984, Bogotá, Colombia. Ed. Secretaría de Información y Prensa de la Presidencia de la República de Colombia, 61 pp. 1985

- Amaranto. Vol. 10 de Colección Presidencia de la República: Administración Turbay Ayala. Ed. Impr. Nacional, 281 pp. 1982

- Año dosmil contigo. Ed. Editorial Arte, 168 pp. 1977

- Escrito está. Ed. Editorial El Libertador, 168 pp. 1962

- Verdad de amor. Vol. 1 de Biblioteca de La Unión de escritorolombia. 2.ª edición de Editorial Minerva, 140 pp. 1955

## Honores
- primera mujer elegida para formar parte de la Academia Colombiana de la Lengua[1]
- actualmente está expuesto uno de sus poemas en una placa de mármol a la entrada de uno principales cementerios del norte de Bogotá,  "oscuro mediodía" del libro con luz de tus estrellas, homenaje a Venezuela.